# Turckheim (nádraží)
Turckheim je francouzská železniční stanice na trati z Colmaru do Metzeralu, která se nachází na území obce Turckheim v departementu Haut-Rhin v regionu Grand Est.

## Popis
Stanice Turckheim se nachází v nadmořské výšce 237 m n. m. v km 5,871 trati z Colmaru do Metzeralu, mezi stanicemi Ingersheim a Saint-Gilles (obec Wintzenheim). Jedná se o stanici pro cestující SNCF, kterou obsluhují vlaky TER Grand Est.
Stanice je vybavena automaty na nákup jízdenek a má druhou kolej pro projíždějící vlaky.

## Historie
Stanice Turckheim byla uvedena do provozu 3. prosince 1868 společností Compagnie des chemins de fer de l'Est, když byla zprovozněna trať z Colmaru do Munsteru. Koncesionářem této místní dráhy bylo město Munster, které po jejím vybudování svěřilo její provoz společnosti Compagnie de l'Est.
Po porážce Francie ve francouzsko-pruské válce v roce 1870 a anexi Alsaska-Lotrinska koupil 12. prosince 1871 německý stát trať a tím i nádraží od obce Munster.